# Nigel Anstey
 (février 2021).
Si vous disposez d'ouvrages ou d'articles de référence ou si vous connaissez des sites web de qualité traitant du thème abordé ici, merci de compléter l'article en donnant les références utiles à sa vérifiabilité et en les liant à la section « Notes et références ».
Nigel Allister Anstey, né en 1927, est un géophysicien britannique. Il a apporté d'importantes contributions à l'exploration sismique, qui sont à la base de nombreuses techniques utilisées aujourd'hui dans l'exploration pétrolière et gazière.
Les contributions d'Anstey ont un impact sur chaque domaine majeur de l'exploration sismique, de l'acquisition sismique au traitement sismique en passant par l'interprétation et la recherche. Il est titulaire de plus de 50 brevets multinationaux. Il est surtout connu par de nombreux géoscientifiques pour avoir distillé les concepts géophysiques de la méthode sismique en enseignements non mathématiques destinés aux interprètes sismiques.

## Biographie
Le travail d’Anstey en exploration sismique s’étend sur sept décennies. Après avoir obtenu son diplôme de l'université de Bristol en 1948, il a rejoint Seismograph Service Ltd. (SSL) et a passé cinq ans au Moyen-Orient et aux Antilles en tant qu'observateur dans une équipe sismique. En 1953, il est retourné au Royaume-Uni en tant que chercheur géophysicien. Il a écrit un certain nombre d'articles fondateurs à SSL. En 1968, il crée les bureaux européens de Seiscom Delta. En 1975, il quitte l'entreprise pour se consacrer à l'enseignement et au conseil. Il a écrit de nombreux livres, monographies et articles de revues, en plus d'être un conférencier émérite pour le SEG. Le prix Nigel Anstey du meilleur article dans First Break, le journal phare de l'Association européenne des géoscientifiques et ingénieurs, est nommé en son honneur. Il est toujours un contributeur actif dans le domaine de l'exploration sismique.
Il est le grand-père de Tom Felton et a joué à ses côtés dans le film Harry Potter à l'école des sorciers en tant que professeur à Poudlard.

## Contributions Majeures
Dans les années 1950, il a commencé à apporter des contributions majeures à l'exploration sismique, qui sont les fondements des techniques standard utilisées aujourd'hui. Lui et ses collègues de SSL ont été les premiers à utiliser des sections sismiques intercorrélées. Son article de 1957, « Pourquoi tout cet intérêt pour la forme du pouls ? » a déclenché des recherches sur l'ondelette sismique (toujours un domaine de recherche actif). En 1959, il a publié le premier article sur l’effet de la Terre sur la forme d’onde sismique et sa relation avec les multiples de pattes.
En 1961, il a coinventé (avec W. E. Lerwill) le corrélateur magnétique, qui a rendu pratique la méthode  Vibroseis, qui est aujourd'hui une source sismique standard pour l'acquisition de terres.
En 1971, il a introduit l'utilisation de superpositions de couleur de la vitesse sismique sur la section sismique pour distinguer les différences lithologiques. L'utilisation de superpositions d'attributs est une pratique courante aujourd'hui. En 1975, il obtient un brevet pour le VSP de base (profil sismique vertical).
Depuis 1975, quand Anstey a quitté Seiscom Delta pour se concentrer sur l'enseignement et le conseil, il a écrit un certain nombre de livres, monographies et articles. De nombreux géophysiciens ont été initiés à la méthode sismique et Anstey à travers sa série de vidéos pédagogiques. Ses contributions ont été reconnues avec de nombreux honneurs.